# 舊白瀧站

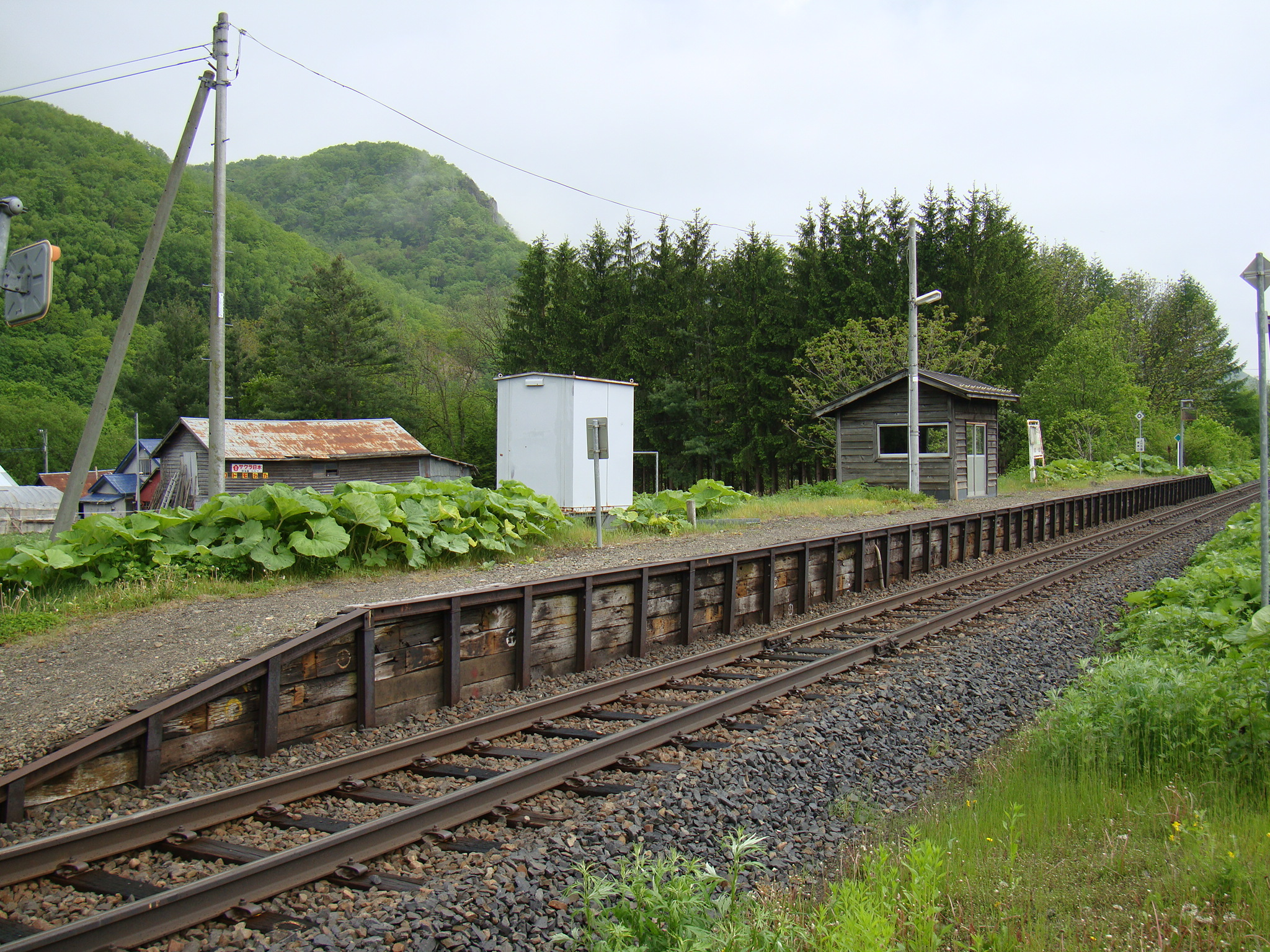
月台

舊白瀧站（日语：／ Kyū-shirataki eki */?）是位於北海道紋別郡遠輕町，曾屬於北海道旅客鐵道（JR北海道）石北本線上的鐵路車站，為公認的祕境車站。由於使用人數十分低，再加上停靠班次稀少，部分普通列車甚至不作停靠，於2016年3月26日被廢站。

## 車站構造
廢站前只設有1個側式月台的地面車站，有效長度為2輛，列車不能在此交換而位於月台上的中央，仍只殘留1座木建的細小候車室，為無人車站，由遠輕站管理，每天均有附近居住的義工負責候車室清潔事宜。
廢站前只提供早上一班下行由上川直通往網走的普通列車（但要在遠輕停車近50分鐘），以及下午三班上行往白瀧及旭川的班次。列車靠站時，往遠輕方向為右側上落；往白瀧方向則為左側上落。

## 車站周邊
附近為農莊。
- 國道333號
- 旭川紋別自動車道
- 湧別川

## 歷史
拓殖者原先到達的地方，然而此地環境惡劣，遂再搬遷至現今白瀧一帶，為舊白瀧地名的由來。
- 1947年（昭和22年）2月11日 - 設立舊白瀧臨時站。僅辦理旅客業務。
- 1987年（昭和62年）4月1日 - 國鐵分割民營化後成為北海道旅客鐵道（JR北海道）轄下，升級為車站。
- 1990年（平成2年）3月10日 - 設定營業里程。
- 2016年（平成28年）3月26日 - 因使用者減少廢止車站[2]。

## 軼話
在2016年3月廢站前，因只有居住當地的一名叫作原田華奈的女高中生固定在此站上下車，她畢業後，車站隨之廢站而成為話題，不過最初的報導指該女高中生所使用的是「上白瀧站」，後來NHK的專題報導再次查證後，才發覺應為「舊白瀧站」。 而台灣蘋果日報亦發現，雖然使用人數少，但是仍有原田華奈及其他的同學使用該車站，並非傳聞中的一个人的车站。
关于这个车站的首次报道是在2015年1月7日，由《朝日新闻》发布，讲述了来自北海道遠輕高等學校的17岁学生原田華奈的故事。她每天乘坐火车前往学校，站点为旧白泷站，该站早上只有一趟列车开往学校方向，下午则有三趟列车往反方向。当她上车时，车上已经有几十名乘客，其中大多数是她的同校学生。
7月22日，《北海道新闻》报道了JR北海道将在次年3月更新时刻表时关闭该车站的消息。报道中还包含了原田的评论，她表示很少看到其他人使用该车站，并听说该站将在她毕业后关闭。2016年3月1日，原田最后一次乘坐火车前往她的毕业典礼。
该新闻首次在日本以外传播是在1月6日，由韩国的JTBC频道报道。他们的报道中将该站点误认为是上白泷站，并表示该站仅有一趟列车双向运行。他们继续说，该站之所以尚未关闭，是因为仍有少数居民在使用，显示出日本社会即便为了一个人也不会轻易放弃的精神。
最广为传播的版本来源于1月8日中国中央电视台新闻（CCTV News）在Facebook上的英文帖文。帖文称该车站原定于三年前关闭，但JR发现有一位小女孩在使用该站，决定等她毕业后再关闭车站，并调整了列车时刻表，以便她按时到校和返家。实际上，帖文中的许多信息并不准确，重點是并没有确切证据表明原田的使用是车站持续开放的原因。事实上，原田曾在一篇文章中提到，在该站乘车可以让她多睡一会儿，否则她需要在前一站白泷站乘车。此外，该站关闭的日期也仅是个巧合，JR每年3月中都會慣性進行例行的時間表改正，刚好与日本学年结束时间重合。
一些媒体甚至提出该列车每天仅为她运行两趟，并称她是唯一的乘客，但事实是她并不是唯一的乘客，且其他列车也在该线路上运行，只是并未停靠在该站。
其他新闻媒体尝试澄清此事，例如《海峡时报》曾错误地声称原田是与十位同学一起在该站乘车，後來其他媒体则正确指出其他学生已在列车上。直至現在，在一些社交媒體上仍間中轉載這則報導，當中的內容仍包涵了錯誤的信息。

## 相鄰車站
北海道旅客鐵道（JR北海道）
■石北本線（廢除時）
白瀧（A45）－舊白瀧（A46）－下白瀧（A47）（現在的下白瀧信號場）

## 相關項目
- 石北本線
- 日本鐵路車站列表

## 外部連結
- （日語）舊白瀧車站（JR北海道） （页面存档备份，存于）
- （日語）全驛參觀之旅 （页面存档备份，存于）